# Popivka, Henicesk
Popivka (în ucraineană Попівка) este un sat în comuna Cionhar din raionul Henicesk, regiunea Herson, Ucraina.

## Demografie
Componența lingvistică a localității Popivka
     Ucraineană (71,32%)
     Rusă (11,76%)
Conform recensământului din 2001, majoritatea populației localității Popivka era vorbitoare de ucraineană (71,32%), existând în minoritate și vorbitori de rusă (11,76%).